# Revelacions sobre la vigilància global (2013-actualitat)
Des del juny de 2013 s'ha publicat a la premsa internacional una sèrie de revelacions sobre la vigilància global que demostren la vigilància massiva a escala mundial exercida principalment per les agències d'intel·ligència dels Estats Units, en concret l'Agència de Seguretat Nacional (NSA, per les seves sigles en anglès), i en col·laboració amb altres països aliats. Els informes procedeixen majoritàriament d'un conjunt de documents secrets filtrats per Edward Snowden, ex-contractista de la NSA, que els va obtenir mentre treballava per Booz Allen Hamilton, un dels majors contractistes de defensa i intel·ligència als Estats Units. A més d'una gran quantitat de documents federals dels Estats Units, les filtracions fetes per Snowden contenen milers d'arxius d'intel·ligència australians, britànics i canadencs als quals hi hauria accedit a través de l'exclusiva xarxa "Five Eyes". El juny de 2013, els primers documents de Snowden es van publicar simultàniament al diari The Washington Post i The Guardian, i van atreure una considerable atenció pública. Les revelacions va continuar al llarg de 2013, i una petita porció dels documents complets (estimats en 1,7 milions de documents) va ser publicada més tard per altres mitjans de comunicació de tot el món, especialment per The New York Times (Estats Units), la Canadian Broadcasting Corporation (Canadà), l'Australian Broadcasting Corporation (Austràlia), Der Spiegel (Alemanya), O Globo (Brasil), Le Monde (França), L'Espresso (Itàlia), NRC Handelsblad (Països Baixos), Dagbladet (Noruega), El País (Espanya) i Sveriges Television (Suècia).
Aquests informes dels mitjans han mostrat les implicacions de diversos tractats secrets signats pels membres de la comunitat UKUSA en els seus esforços per implementar una vigilància global. Per exemple, Der Spiegel va revelar com l'agència alemanya Bundesnachrichtendienst (BND) transfereix "quantitats massives de dades interceptades a la NSA", mentre que la televisió sueca va revelar que la Försvarets radioanstalt (FRA) va proporcionar a la NSA dades de la seva col·lecció de cables diplomàtics, en virtut d'un tractat secret signat el 1954 per a la cooperació bilateral en matèria de vigilància. Altres organismes de seguretat i d'intel·ligència involucrats en la pràctica de la vigilància global inclouen els d'Austràlia (ASD), la Gran Bretanya (GCHQ), Canadà (ESCI), Dinamarca (PET), França (DGSE), Alemanya (BND), Itàlia (AISE), Holanda (AIVD), Noruega (NIS), Espanya (CNI), Suïssa (NDB), així com Israel (ISNU), que rep dades en brut i sense filtrar de ciutadans dels Estats Units per part de la NSA.
El 14 de juny de 2013, la fiscalia dels Estats Units van acusar Edward Snowden d'espionatge i robatori de propietats del govern. A finals de juliol de 2013, el govern rus li va concedir un asil temporal d'un any, cosa que contribuí al deteriorament de les relacions entre els Estats Units i Rússia. El 6 d'agost de 2013, el president estatunidenc, Barack Obama, va fer una aparició pública a la televisió estatunidenca en què va assegurar als estatunidencs que «no tenim un programa d'espionatge domèstic» i «no hi ha espionatge als estatunidencs». Cap a finals d'octubre de 2013, el primer ministre britànic, David Cameron, va advertir The Guardian de no publicar més revelacions, o exposar-se en cas contrari a rebre una DA-Notice (una sol·licitud oficial als editors de notícies de no publicar o difondre articles sobre determinats temes per raons de seguretat nacional). En l'actualitat, la Metropolitan Police Service està portant a terme una investigació penal sobre les filtracions. El desembre de 2013, l'editor de The Guardian, Alan Rusbridger, va dir: «crec que fins ara hem publicat 26 documents de 58.000 que hem vist».

## Rerefons
Barton Gellman, periodista guanyador del premi Pulitzer que va dirigir la cobertura de les revelacions de Snowden a The Washington Post, va resumir les filtracions de la següent manera:
| «                                 | (anglès) Taken together, the revelations have brought to light a global surveillance system that cast off many of its historical restraints after the attacks of Sept. 11, 2001. Secret legal authorities empowered the NSA to sweep in the telephone, Internet and location records of whole populations. | (català) Preses conjuntament, les revelacions han tret a la llum un sistema de vigilància global que abandona moltes de les seves limitacions històriques després dels atemptats de l'11 de setembre de 2001. Autoritats judicials secretes van permetre a la NSA d'espiar els registres telefònics, d'internet i de localització de poblacions senceres. | » |
| — Barton Gellman, Washington Post | | |   |

Les revelacions mostren detalls específics de la cooperació estreta de la NSA amb agències federals estatunidenques com l'Oficina Federal d'Investigacions (FBI) i l'Agència Central d'Intel·ligència (CIA), a més dels pagaments prèviament desconeguts que l'agència feia a nombrosos socis comercials i empreses de telecomunicacions, així com les seves relacions prèviament tampoc revelades amb socis internacionals com la Gran Bretanya, França, Alemanya, i els seus tractats secrets amb governs estrangers que es van establir recentment per compartir dades interceptades dels ciutadans de cada estat. Les revelacions es van fer públiques en el transcurs de diversos mesos des de juny de 2013 a la premsa de diversos països, a partir dels documents filtrats per l'ex-contractista de la NSA Edward J. Snowden, que va obtenir la informació mentre treballava per Booz Allen Hamilton.
George Brandis, l'actual fiscal general d'Austràlia, va afirmar que les divulgacions fetes per Snowden són «el revés més seriós per als serveis d'intel·ligència occidentals des de la Segona Guerra Mundial».

### Vigilància global
| Programes de vigilància global | Programes de vigilància global | Programes de vigilància global | Programes de vigilància global |
| Programa                       | Participants o col·laboradors internacionals | Col·laboradors comercials |                                |
| ------------------------------ | --- | --- | ------------------------------ |
| PRISM                          | - Australian Signals Directorate (ASD/DSD) d'Austràlia - Government Communications Headquarters (GCHQ) del Regne Unit - Algemene Inlichtingen en Veiligheidsdienst (AIVD) d'Holanda | - Microsoft |                                |
| XKeyscore                      | - Bundesnachrichtendienst (BND) d'Alemanya - Bundesamt für Verfassungsschutz (BfV) d'Alemanya - Försvarets radioanstalt (FRA) de Suècia                                             | |                                |
| Tempora                        | - Agència de Seguretat Nacional (NSA) | - British Telecommunications (nom clau "Remedy") - Interoute (nom clau "Streetcar") - Level 3 (nom clau "Little") - Global Crossing (nom clau "Pinnage") - Verizon Business (nom clau "Dacron") - Viatel (nom clau "Vitreous") - Vodafone Cable (nom clau "Gerontic") |                                |
| MUSCULAR                       | - NSA | |                                |
| Project 6                      | - Agència Central d'Intel·ligència (CIA) | |                                |
| Stateroom                      | - DSD - Communications Security Establishment Canada (CSEC) - GCHQ - Special Collection Service (SCS)                                                                               | |                                |
| Lustre                         | - NSA - Direction Générale de la Sécurité Extérieure (DGSE) de França | |                                |

### Revelacions
Tot i que encara es desconeix la mida exacte de les filtracions fetes per Snowden, fonts oficials n'han fet les següents estimacions:
- Almenys 15.000 arxius d'intel·ligència australians, segons fonts oficials australianes[38]
- Almenys 58.000 arxius d'intel·ligència britànics,segons fonts oficials britàniques[58]
- Al voltant d'1,7 milions d'arxius d'intel·ligència dels Estats Units, segons fonts oficials dels Estats Units[59]

Com contractista de la NSA, Snowden tenia accés als documents del govern dels EUA, juntament amb documents classificats de diversos governs aliats, a través de l'exclusiva xarxa Five Eyes. Snowden afirma que actualment no està en possessió física de cap d'aquests documents, després d'haver lliurat totes les còpies als periodistes amb qui es va reunir a Hong Kong.
Segons el seu advocat, Snowden s'ha compromès a no alliberar els documents mentre resideixi a Rússia, i ha deixat la responsabilitat de fer revelacions addicionals exclusivament als periodistes. Fins al 2014, les següents agències de notícies han tingut accés a alguns dels documents aportats per Snowden: Australian Broadcasting Corporation, Canadian Broadcasting Corporation, Channel 4, Der Spiegel, El País, El Mundo, L'espresso, Le Monde, NBC, NRC Handelsblad, Dagbladet, O Globo, South China Morning Post, Süddeutsche Zeitung, Sveriges Television, The Guardian, The New York Times i The Washington Post.

### Context històric
A la dècada de 1970, l'analista de la NSA Perry Fellwock (sota el pseudònim de «Winslow Peck») va revelar l'existència de l'acord UKUSA, que constitueix la base de la xarxa ECHELON, l'existència de la qual va ser revelada el 1988 per Margaret Newsham, treballadora de Lockheed. Mesos abans dels atemptats de l'11 de setembre de 2001 i durant les seves seqüeles, diverses persones (com l'ex-oficial de l'MI5 David Shayler i el periodista James Bamford) van proporcionar més detalls sobre l'aparell de vigilància global van ser proporcionats per diverses persones. Aquestes revelacions van ser seguides per:
- Els treballadors de la NSA William Binney i Thomas Andrews Drake, que va revelar que la NSA està expandint ràpidament la seva vigilància[67][68]
- La treballadora del GCHQ Katharine Gun, que va revelar un complot per espiar delegats de l'ONU poc abans de la guerra de l'Iraq[69]
- La ministra del govern britànic Clare Short, que va revelar el 2004 que el Regne Unit havia espiat el Secretari General de l'ONU, Kofi Annan[70]
- El treballador de la NSA Russ Tice, que va desencadenar la polèmica sobre la vigilància sense ordre judicial de la NSA després de revelar que durant el govern de George Bush s'havia espiat a ciutadans nord-americans sense autorització judicial[71][72]
- La periodista Leslie Cauley de USA Today, que va revelar el 2006 que la NSA manté una base de dades massiva de les trucades telefòniques dels estatunidencs[73]
- El treballador d'AT&T Mark Klein, que va revelar el 2006 l'existència de l'habitació 641A de la NSA[74]
- Els activistes Julian Assange i Bradley Manning, que van revelar el 2011 l'existència de la indústria de vigilància massiva[75]
- El periodista Michael Hastings, que va revelar el 2012 que els manifestants del moviment Occupy Wall Street estaven sota vigilància[76]

Arran de les revelacions de Snowden, El Pentàgon va concloure que Snowden havia comès el major robatori de secrets dels Estats Units en la seva història. A Austràlia, el govern de coalició va descriure les filtracions com el cop més fort a la intel·ligència australiana de la història. Sir David Omand, exdirector del GCHQ, va descriure la divulgació de Snowden com la «pèrdua més catastròfica per a la intel·ligència britànica».